# Puerto (Guaguas Municipales)
La Estación de Puerto de Las Palmas de Gran Canaria, conocida también como Estación de Manuel Becerra, es una de las estaciones de guaguas más importante de la ciudad. Esta estación es una de las terminales principales de la red de Guaguas Municipales y en ella tienen su terminal muchas de sus líneas principales. Se encuentra en la Plaza Manuel Becerra, en pleno barrio de La Isleta y a pocos metros de la entrada del Puerto de la Luz y de Las Palmas y de la Zona Industrial de El Sebadal. Próximamente albergará una de las dos terminales de la principal línea de alta capacidad de la MetroGuagua. Se prevé que la parada adaptada al BRT esté inaugurada en 2023, fecha en la que se estima que el servicio sea puesto en funcionamiento. Actualmente, aun no han comenzado las obras para adaptarla a este servicio de alta capacidad.

## Accesos
- Calle Juan Rejón (La Carretera)
- Calle La Naval

## Líneas y conexión[1]

#### Guaguas Municipales[2]
| Código   | Línea | Origen         | Destino          | Trayecto          |
| -------- | ----- | -------------- | ---------------- | ----------------- |
| 931      | 1     | Puerto         | Teatro           |                   |
| 941      | 2     | Puerto         | Guiniguada       |                   |
| 935      | 12    | Puerto         | Hoya de la Plata |                   |
| 953      | 18    | Puerto         | Zona Portuaria   |                   |
| 11 / 899 | 19    | Santa Catalina | El Sebadal       |                   |
| 953      | 20    | Santa Catalina | La Isleta        |                   |
| 944      | 21    | Puerto         | Santa Catalina   | Semicircular      |
| 944      | 24    | Santa Catalina | Puerto           | Semicircular      |
| 947      | 33    | Puerto         | Guiniguada       | Por Ciudad Alta   |
| 965      | 47    | Puerto         | Tamaraceite      |                   |
| 965      | X47   | Puerto         | Tamaraceite      | Express.          |
| 935      | L1    | Puerto         | Hoya de la Plata | Servicio Nocturno |

#### Global[3]
| Código         | Línea | Origen               | Destino              | Trayecto |
| -------------- | ----- | -------------------- | -------------------- | -------- |
| 310000/ 310001 | 328   | Plaza Manuel Becerra | Campus Universitario |          |

#### MetroGuagua(en construcción)[4]
| << Cabecera      | < Estación         | Línea       | Estación >        | Cabecera >>       |
| ---------------- | ------------------ | ----------- | ----------------- | ----------------- |
| Hoya de la Plata | Castillo de la Luz | MetroGuagua | Final de trayecto | Final de trayecto |